# 要求习近平辞任总书记公开信事件
要求习近平辞任总书记公开信事件是发生在2016年中华人民共和国全国两会期间的政治事件。

## 事件始末
2016年3月4日深夜，新疆无界文化传媒有限公司（自称“由财讯集团联合新疆和阿里巴巴三方共同打造”）举办的新闻网站无界新闻，在“一带一路”栏目刊登一篇题为《关于要求习近平同志辞去党和国家领导职务的公开信》的文章，标注有「来自: 参与网」字样，以「忠诚的共产党员」为署名，要求习近平辞去包括总书记在内的党和国家领导职务。
文章列举多个要求习近平辞职的原因，指责习近平执政失败，「不具备带领党和国家走向未来的能力，不适合再担任总书记一职」，其来源注明为“参与网”。发布後不久，无界新闻网站被关闭，不能进入，其後恢复运行，公开信已被删除。据报道，无界方面向当局解释遭黑客入侵，後又解释是传媒软件「自动抓取」功能所导致。正值全国政协会议开幕及全国人大会议召开的敏感时期，故此事件立即引起了海外媒体的关注。
在事件後，无界新闻网站自3月15日开始，不再编写新闻，只转发官媒报道。其後，多家外媒报道，无界新闻结束运营，被遣散的员工被警告，不得向外界透露消息。消息称，在事件後股东之一的阿里巴巴提出把无界传媒清盘，获另一股东支持。
据海外传媒指，当局已组成项目组彻查事件，并怀疑事件是一个「巨大阴谋」，多名无界新闻员工因事件被拘，警方至少扣押了20人，6人是网站无界新闻员工，包括無界傳媒董事長李萬輝，執行總裁欧阳洪亮、执行主编黄志杰、副主編程聖中，和两名负责电脑安全技术的员工，另外10人是信息技術服務提供商無界新輝的工作人員。《端传媒》传媒评论部前主编贾葭于3月15日晚在北京机场被公安带走，据称被认为与事件有关，被扣10日后於25日获释。中国异见人士温云超称，其在中国的父母和兄弟也因此被捕。旅居於德国的时事评论员长平称其一家是因自己对此事件的评论而被带走。
3月30日，中國外交部回應公開信事件事表示，“任何企圖破壞中國國家穩定的行為，都不可能得逞”。
5月7日，《明報》報道無界新聞網的執行主編黃志傑等數人已在早前獲釋。
截至6月24日，仍有多人未獲釋，歐陽洪亮的妻子劉某通過網絡發表公開信，表示其丈夫和程聖中等人已經被扣超過100天，仍未能獲釋，還指財訊集團已和歐陽洪亮單方面解約。
知情人士指出，8月底該案已經結案，包括无界新闻执行总裁、执行主编等人早已释放。最後一名獲釋人員於8月5日回家。

## 相關事件
2016年3月底，《明镜新闻》的网站又刊登一篇以171名「忠诚的中国共产党员」名义发布的公开信，名为《就立即罢免习近平同志党内外一切职务告全党、全军、全国人民书》。该信的执笔人自称是「来自党政军群等各个机关部门」，要求党罢免总书记习近平。信中更声称“中共十九大必须实现八千多万党员一人一票选举总书记、党中央、党代表，不经八千万党员直接选举的总书记、党中央将不再具有任何的合法性”。但《明镜新闻》表示由于不能确定此公开信的真实性，故刊登后不久就把该公开信删除。